# Алексеев, Александр Николаевич (генерал-майор РИА)
Александр Николаевич Алексе́ев (1858—?) — русский военный  деятель, генерал-майор  (1916). Герой Первой мировой войны.

## Биография
В 1875 году вступил в службу вольноопределяющимся. В 1878 году после окончания Виленского военного училища произведён в прапорщики и выпущен в Динабургский 1-й крепостной полк. В 1879 года переведён в подпоручики, в 1884 году в поручики, в 1889 году в штабс-капитаны. В 1897 году после окончания Офицерской стрелковой школы произведён в капитаны, в 1903 году в подполковники.
С 1904 года участник Русско-японской войны, батальонный командир. За боевые отличия в этой компании был награждён орденом Святой Анны 2-й степени с мечами. В 1907 году произведён в полковники, штаб-офицер 20-го стрелкового полка.
С 1913 года командир 44-го Сибирского стрелкового полка.

С 1914 года участник Первой мировой войны, во главе своего полка, был ранен.  7 ноября 1915 года за храбрость награждён Георгиевским оружием: 
За то, что командуя отрядом с 7-го по 15-е февраля 1915 года на позиции на линии д.д. Пщулки-Гурне, Пщулки-Шершень, Зембржусь-Велький, Кусково, Дзярно, Хростово-Вельке и Хростово-Бронке, выдержал в продолжении 9-ти дней в бою с превосходными силами, упорно стремившимся сбить его и прорвать наш фронт, при этом находясь всё время под сильнейшим артиллерийским огнём и подвергая свою жизнь явной опасности, будучи буквально засыпаем снарядами, полковник Алексеев, лично руководя боем, отбил со своим отрядом все атаки противника и, несмотря на все попытки неприятеля, не уступил ему своих позиций и не допустил прорыва нашего фронта, подошедшие же за это время наши новые части перешли в наступление на город Прасныш, а он со своим отрядом на Грудуск, благодаря чему была одержана блестящая победа, давшая много трофеев
С 1916 года генерал-майор, состоял в резерве чинов при штабе Минского военного округа.

## Награды
- Орден Святого Станислава 2-й степени (1901; Мечи — ВП 18.08.1916)
- Орден Святой Анны 2-й степени с мечами (1905)
- Орден Святого Владимира 4-й степени с мечами и бантом (1906; ВП 14.11.1916)
- Георгиевское оружие (ВП 7.11.1915)
- Орден Святого Владимира 3-й степени с мечами (ВП 23.03.1915)